# Vaz (apelido)

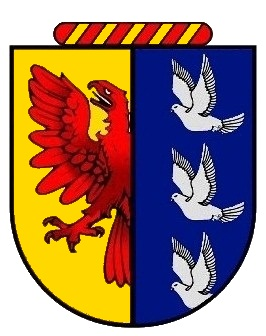
Brasão da família Vaz

Vaz é um apelido de família (sobrenome) da onomástica da língua portuguesa. Trata-se do patronímico do prenome Vasco, marcando presença frequente em Portugal já desde o séc. XV.

## Personalidades
- Rui Vaz (n. 1992), Actor/Cantor Português.
- Armindo Vaz d'Almeida (n. 1953), político são-tomense.
- Damião Vaz d'Almeida (n. 1951), político são-tomense.
- João Vaz (n. 1963), organista português.
- João José Vaz (1859—1931), pintor e professor português.
- Pero Vaz de Caminha (1450—1500), escritor português.
- Luís Vaz de Camões (1524 - 1579/1580), escritor português.
- Zeferino Vaz (1908—1981), médico brasileiro.